# Sólo un enemigo: el tiempo
Sólo un enemigo: el tiempo (título original en inglés No Enemy But Time) es una novela de ciencia ficción escrita en 1982 por Michael Bishop y ganadora del premio Nébula a la mejor novela.

## Argumento
La novela está narrada en dos tiempos que convergen. Uno de ellos narra el pasado del protagonista antes del viaje temporal que es el eje de la historia. Este viaje tiene lugar en el África del Pleistoceno, donde el protagonista se implica en un grupo de Homo habilis.

## Premios y nominaciones
- Premio Nébula a la mejor novela en 1982.
- Premio BSFA a la mejor novela, finalista, 1982.
- Premio John W. Campbell Memorial a la mejor novela, finalista, 1983.
- Premio Ditmar a mejor ficción larga internacional, finalista, 1983.
- Encuesta Locus a mejor novela de ciencia ficción (14º puesto), 1983.